# Zólyomberezna
Zólyomberezna (szlovákul: Breziny) község Szlovákiában, a Besztercebányai kerületben, a Zólyomi járásban.

## Fekvése
Zólyomtól 7 km-re délre fekszik. Területét érinti a Zólyom-Ipolyság közötti 66-os út és vasútvonal.
Északról Osztroluka és Zólyom, keletről Dobróváralja, délről Dobronya, nyugatról pedig Dobó és Bacúr községekkel határos.
5,4847 km²-es területe (1921-ben még 5,62 km²) két településrészre oszlik:
- Dolné Breziny (Alsóberezna)
- Horné Breziny (Felsőberezna)

## Története
A község területén talált használati tárgyak arra engednek következtetni, hogy itt már i. e. 2400 táján emberi település volt.
A középkorban erre vezetett át az a forgalmas kereskedelmi út, mely Hont várából Zólyomon át Turócba, majd Árvába, végül a Balti-tengerhez vezetett. Emiatt gyakran érték a hadak támadásai is ezt a vidéket. A legnagyobb török támadás 1556. február 12-én következett be, amikor a török bevette a közeli Dobronya várát is. Erre az időszakra esnek a település kezdetei is, mert a birtokos Eszterházy család ekkor telepített néhány családot a község területén létesített majorba. Ez a major feltehetően a későbbi Felső-Berezna helyén állt.
1568. április 28-án mintegy 400 török lovas támadt az uradalom területére, melyet 1575-ben és 1578-ban újabb támadások követtek. Erre az időszakra esik Alsó-Berezna benépesítése is. 1588-ban a török újra felégette a vidéket, majd 1612-ben pusztító földrengés keletkezett. Az 1636-ban és 1637-ben bekövetkezett török támadásokban a két kis telep teljesen megsemmisült.
Berezna már faluként 1784-ben bukkan fel újra az írott forrásokban, amikor a dobronyai evangélikus egyház filiájaként említik.
A 18. század végén Vályi András így ír róla: „BREZINI. Tót falu Zólyom Vármegyében, földes Ura Gróf Eszterházy Uraság, és a’ Zólyomi Uradalom, lakosai katolikusok, fekszik Dobronának szomszédságában, mellynek filiája, és hozzá hasonlító.”
1805-ig a dobronyai uradalom részeként az Eszterházyak birtoka volt. Ezt követően a zólyomi uradalommal együtt a császári kamarához tartozott, a kamaragrófság székhelye Selmecbánya. 1848 és 1854 között Korponából, majd Zólyomból igazgatták.
Fényes Elek 1851-ben kiadott geográfiai szótárában így ír a településről: „Brezing, tót falu, Zólyom vármegyében, 96 kath., 169 evang. lak. F. u. a kamara.”
1888-tól Berezna, 1907-től Zólyomberezna néven szerepel. A község békés életét az 1914-ben kitört első világháború változtatta meg. A trianoni diktátumig Zólyom vármegye Zólyomi járásához tartozott, ezt követően az új csehszlovák államhoz csatolták.
A háborút követően sok lakója vándorolt ki a tengerentúlra. Az itthon maradtak főként mezőgazdasággal, állattartással, ezen belül főként juhtenyésztéssel foglalkoztak. Ebben az időben épült meg a Zólyom-Korpona vasútvonal, mely felélénkítette a kereskedelmet és a fuvarozást is. A faluban felépült a katolikus iskola. A szlovák nemzeti felkelés idején lakói támogatták a partizánokat. 1944. december 9-én a falut német csapatok szállták meg. A szovjet és román egységek 1945 márciusában közelítették meg a települést, mely a harcokban súlyos károkat szenvedett. A faluba 1949-ben vezették be az elektromos áramot.

## Népessége
| Év:            | 1994. | 2004. | 2014.   | 2024.   |
| -------------- | ----- | ----- | ------- | ------- |
| Emberek száma: | 310   | 341   | 358     | 377     |
| Eltérés:       |       | +10 % | +4,98 % | +5,30 % |

| Év:            | 2023. | 2024.   |
| -------------- | ----- | ------- |
| Emberek száma: | 370   | 377     |
| Eltérés:       |       | +1,89 % |

1910-ben 358, túlnyomórészt szlovák lakosa volt.
2001-ben 324 lakosából 295 szlovák volt.
2011-ben 357 lakosából 302 szlovák és 20 cigány.

## Nevezetességei
- Haranglába a 19. században épült, népi alkotás.

## Külső hivatkozások
- Hivatalos oldal
- E-obce.sk Archiválva 2009. szeptember 13-i dátummal a Wayback Machine-ben
- Községinfó
- Zólyomberezna a térképen